# Rhesalides keiensis
Rhesalides keiensis là một loài bướm đêm trong họ Erebidae.